# Olga Zaks
Olga Zaks (* 1989 in Constanța, Rumänien) ist eine deutschsprachige Lyrikerin und Dramatikerin.

## Leben
Zu Beginn der 1990er Jahre zog Olga Zaks mit ihren Eltern nach Deutschland. Sie studierte Romanistik in Hamburg und Marseille. Sie lebt wechselweise in Brandenburg und Constanța.
2017 begann Zaks, Lyrik, Prosa und Essays in literarischen Zeitschriften, Magazinen und Anthologien zu veröffentlichen. Texte erschienen u. a. in Fluchten- und Wiederfluchten (Geest-Verlag), Preis für politische Lyrik (edition bodoni), Mein Heimliches Auge – Jahrbuch der Erotik im konkursbuch Verlag von Claudia Gehrke und anderen deutschsprachigen literarischen Kunstzeitschriften wie Prolog, Rhein!, DreckSack (Zeitschrift).
2023 nahm sie mit Szenen für morgen teil am bundesweiten Festival 7000 Setzlinge, organisiert durchs Netzwerk darstellender Künste performingforfuture.

## Werke
- Grenzüberschreitungen, Protokoll einer Schlachtung. Pathos Transport, Berlin 2022[2]
- Im Morast: ein Appell, eine Anklage, ein dramatisches Tribunal. Pathos Transport, Berlin 2022.
- IM MORAST: Ein dramatisches Tribunal. Mit Preisrede zum nbv_Dramatikerinnenpreis 2021, edition Pathos Transport (Herausgeber), via Verlag epubli.de, ISBN 978-3-756536-99-3, Berlin 2022.

## Auszeichnungen
2021 wurde Olga Zaks mit dem 1. Dramatikerinnenpreis der Neuen Bühne Villach (nbv) für das dramatische Tribunal Im Morast ausgezeichnet. Der Preis zur Thematik „Neue.Welt.Ordnung“ richtete sich vornehmlich an Dramatikerinnen. Die Uraufführung an der nbv inszenierte Doris Dexl; Premiere war am 14. Oktober 2022.